# Catophragmidae
Catophragmidae es una familia de balanos.

## Géneros
- Catolasmus Ross & Newman, 2001
- Catomerus Pilsbry, 1916
- Catophragmus Sowerby, 1826